# 大日川ダム (石川県)
大日川ダム（だいにちがわダム）は、石川県白山市阿手町、一級河川、手取川支流大日川上流部に建設されたダムである。

## 概要
手取川の用水である8用水（富樫、宮竹、郷、中村、山島、大慶寺、中島、新砂川）の下流部において、長年水不足が続き用水上流部と下流部の農民による水争いが続いたことから、宮竹用水を除く七ヶ用水の整備に着手。1903年（明治36年）に七ヶ用水の完成。その後残りの宮竹用水を含めた整備、1934年（昭和9年）に発生した手取川大水害を機に対策として、1952年（昭和27年）大日川ダムの建設に着手した。これに伴い小松市小原町が水没し、津江町は全戸移転した（建設着工当初は能美郡新丸村）。

## 発電施設
- 大日川第一発電所
- 大日川第二発電所

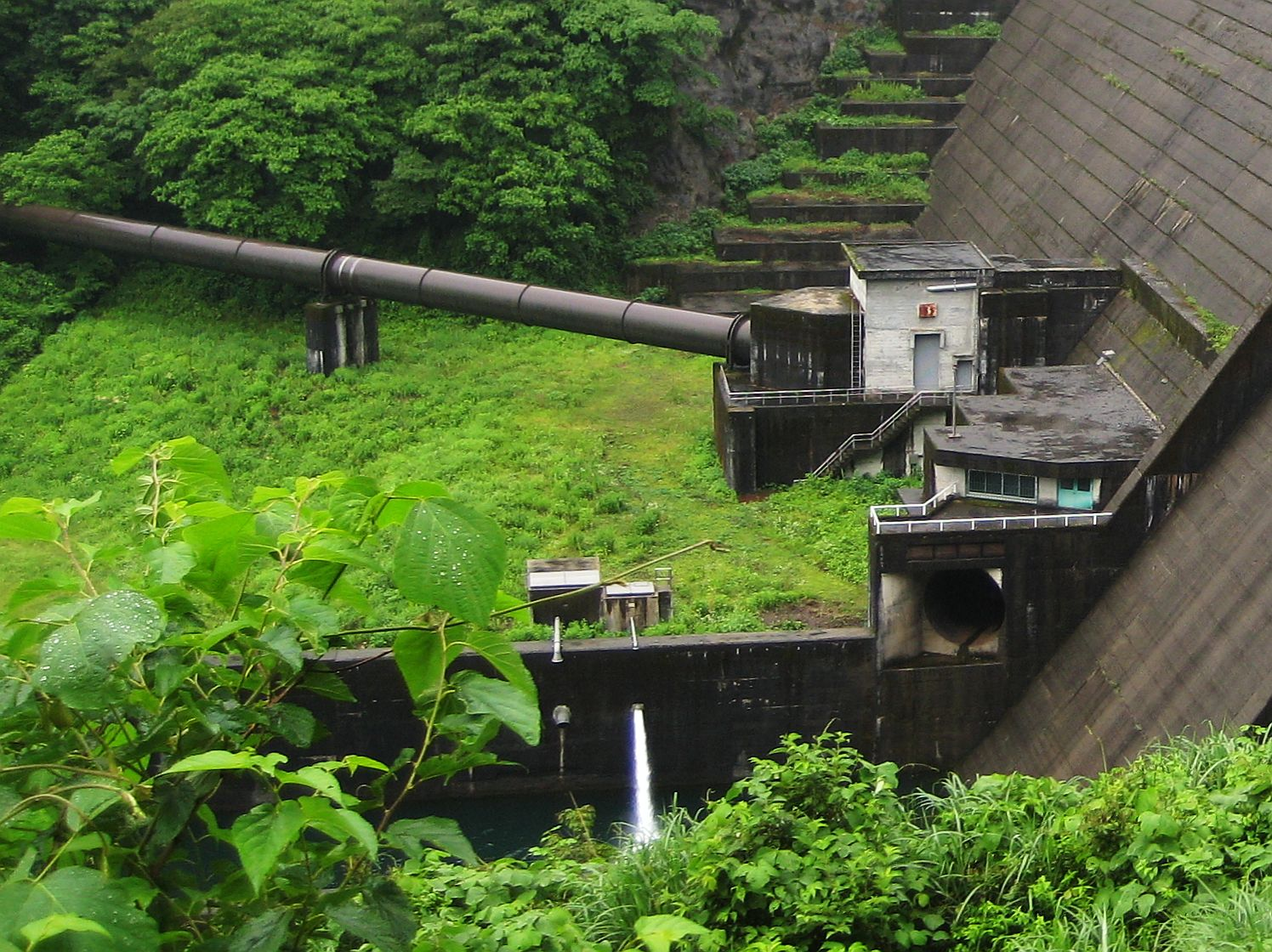
大日川ダムから大日川第一発電所へと伸びる水圧鉄管
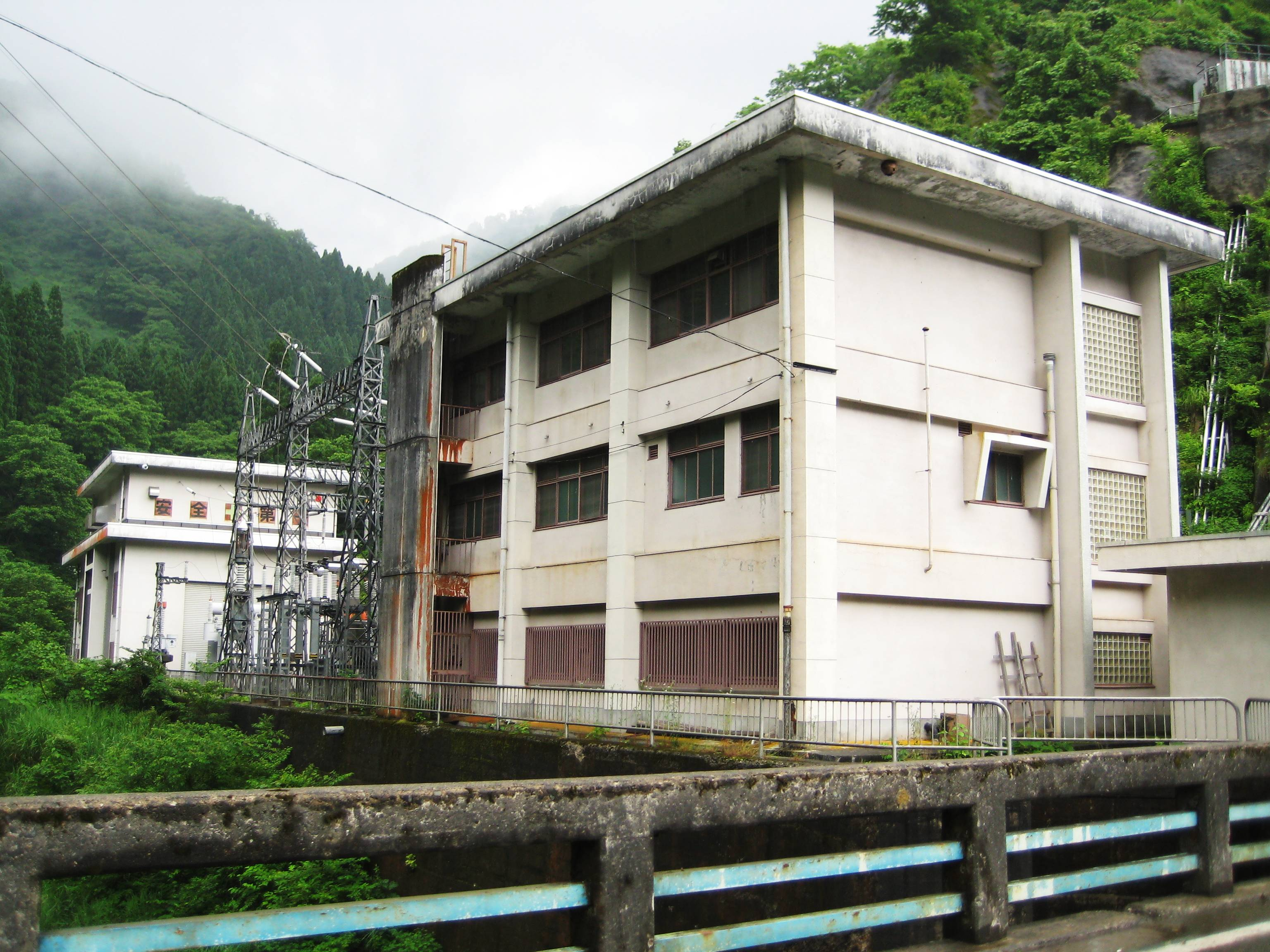
大日川第一発電所